# ナカムラ綜美
株式会社ナカムラ綜美（ナカムラそうび）は、東京都目黒区に本社を置くアクリル装飾を行う企業。主にNHK、フジテレビ、テレビ東京などに関するアクリル装飾を手がけている。

## 会社概要
- 所在地：〒153-0042 東京都目黒区青葉台2丁目16-3
- 主要取引先：日本放送協会、NHKアート、フジテレビ、テレビ東京、フジアール、テレビ東京アート、テレビ朝日、シミズオクト、ムラヤマ

テレビ東京 / テレビ東京アート側

## 主な実績

### テレビ番組
（凡例）太字：現在放映中また継続中（特番の場合）の番組・これから放映される番組。F：フジアール、N：NHKアート、T:テレビ東京アート